# 白山城 (甲斐国)
白山城（はくさんじょう）は、山梨県韮崎市神山町鍋山にあった日本の城（山城）。築城者は不明。「白山城」の名は城山中腹に鎮座する白山権現に由来する。別名に鍋山砦、『甲斐国志』では「要害城」を伝える。国の史跡。

## 立地と歴史的景観
所在する韮崎市神山町鍋山は県北西部に位置し、甲府盆地の北西端にあたる。「城山」と呼ばれる赤石山地北東の巨摩山地・甘利山地に属する独立峰状の尾根に立地する。標高は約573メートル。釜無川右岸で釜無・塩川の合流地点に近く、釜無川が七里岩の崖下に押し付けられ回廊状となった地形の末端部にあたる。前面には開削された段丘が広り、谷底平野が形成されている。
白山城周辺の釜無川右岸地域には、武田信義の居館跡があり、韮崎市神山町宮地には信義の菩提寺である願成寺や武田八幡宮など甲斐源氏や武田氏にまつわる史跡が分布している。七里岩上の韮崎市中田町中條には戦国末期に武田勝頼が築城した新府城が所在している。
白山城跡の南に隣接する尾根には南烽火台（ムク台烽火台）、北に隣接する尾根には北烽火台と呼ばれる山城が存在している。
周辺の往還としては信濃方面から西郡地域を経て盆地南部の河内路へ通じる西郡路（国道52号線）の道筋が存在するほか、甲州街道の一部である河路や韮崎宿から七里台上を経て八ヶ岳山麓の信州蔦木宿へ通じる原路など諸街道が存在している。

## 白山城の築城と利用
『甲斐国志』に拠れば、白山城は「城山」と呼ばれ、甲斐源氏の祖・源清光の子である武田信義が要害として築城したとしている。信義の子である武田信光の子孫・武田信時の系統は巨摩郡武川筋に土着し、戦国期には在郷武士団である武川衆が登場する。『寛政重修諸家譜』によれば、白山城は武川衆の一族である青木氏が領有し、武田信縄から信虎・晴信に仕えた八代信種が「鍋山城」を守備し、これが白山城にあたると考えられている。後に青木氏から別れた山寺氏が領したという。
一方で中世期の文書や記録史料には白山城に関するものは見られず、もっぱら近世期の地誌類や家譜などに見られる。寛永20年（1643年）『寛永諸家系図伝』、寛政3年（1791年）『寛政重修諸家譜』所載の青木・山寺両氏の家譜においては戦国期に武川衆の青木・山寺両氏が武田氏から「鍋山の砦」の守備を任されたとしている。
『裏見寒話』では、武田八幡宮の南に「鍋山八幡」の存在を記している。『裏見寒話』では「鍋山八幡」を源為朝伝説に付会した説を取り、これは白山神社・為朝神社に比定される可能性が考えられている。
戦国期の天正10年（1582年）3月、織田・徳川連合軍の武田領侵攻により武田氏は滅亡し、武田勝頼は新府城を退去して家臣・小山田信茂の郡内領へ逃れる途中に、田野（甲州市大和町）において滅亡した。同年6月、本能寺の変で織田信長が死去すると甲斐・信濃の武田遺領を巡る天正壬午の乱が発生し、甲斐では三河国の徳川家康が新府城を本陣に七里岩台上に布陣し、若神子城に本陣を置く北条氏直と対峙した。天正壬午の乱において武田遺臣の一部は徳川家康に臣従し、白山城には武川衆の青木氏・山寺氏が配置され、諏訪口の監視を行った。白山城は天正壬午の乱において修築されていると考えられている。
江戸時代初期の寛文年間（1661年-1673年）廃城となった。

## 遺構
白山城跡には山頂を中心とし中腹や背後の尾根に曲輪、土塁、横堀、堀切、竪堀などの遺構が残されており、左右に烽火台・物見台が配置された山梨県内でも類例の少ない中世城郭の遺構と考えられている。
山頂に位置する本丸は約25m四方程の広さがある方形の主郭部で、南東と北西に虎口が開き、土塁が巡らされている。この南側には一段下がって二の丸が存在し、本丸と二の丸の間には横堀が掘られ、西側には堀切が2本見られる。

## 白山城と白山権現
白山城跡の南東には白山権現（白山神社）が所在し、慶応4年（1868年）『甲斐国社記・寺記』に拠れば、かつて当社には慶安2年の徳川氏朱印状が伝来し、その頃には神社としての態勢が整えられていたと考えられている。神主は大村氏。また、『社記』に拠れば貞享2年（1684年）の史料に社領2石8斗が安堵され、9通の徳川氏朱印状が伝来していたという。
享保15年（1730年）鍋山村村明細帳に拠れば諏訪大明神はじめ末社8社（のちに14社）が存在し、鍋山村で最も社格の高い神社となっている。なお、『甲斐国志』では『社記』所載と同様の由緒を記している。江戸末期には武田氏の家紋武田菱の由来となる菱岩伝承が白山城に結び付けられ、甲斐源氏が甲斐国へ進出した平安時代には当社が存在したとする由緒が形成され、白山城の主郭部に城主尉大明神・城翁稲荷大明神が勧請された。

## 史跡指定と保存活動・研究史
1983年（昭和58年）にはムク台烽火台の一帯において土石採取の開発が予定されたが、地元住民や歴史・考古学者らが中心となった「武田発祥の地を守る会」が設立され、開発は中止となった。1996年には再び土石採取が予定され、再び保存運動が起こり、1992年（平成4年）には県史跡の指定を受け、2001年（平成13年）1月29日には「白山城跡」の名称で国の史跡に指定された。
1997年・98年度には考古学・文献私学・民俗学・歴史地理学など諸分野からの総合的な学術調査が実施され、測量調査による実測図の作成や縄張り・遺構の確認調査、周辺の史跡に関する調査や文献調査が行われた。